# Donji Drenovac
Donji Drenovac es un pueblo del municipio de Žitorađa, Serbia. Según el censo de 2002, el pueblo tiene una población de 450 personas. 